# Résolution 52 du Conseil de sécurité des Nations unies
Membres permanents
- Chine
- États-Unis
- France
- Royaume-Uni
- URSS

Membres non permanents
- Argentine
- Belgique
- Canada
- Colombie
- Syrie
- RSS d'Ukraine

Résolution no 51 Résolution no 53
La résolution 52 du Conseil de sécurité des Nations unies  est une résolution du Conseil de sécurité des Nations unies adoptée le 22 juin 1948.
Cette résolution attire l'attention des états membres sur l'importance des rapports de la commission de l'énergie atomique des États-Unis.
La résolution a été adoptée.
Les abstentions sont celles de la république socialiste soviétique d'Ukraine et de l'Union des républiques socialistes soviétiques.

## Texte
- Résolution 52 sur fr.wikisource.org
- Résolution 52 sur en.wikisource.org